# Wilhelm von Zastrow (General, 1779)
Wilhelm Otto Karl Ewald von Zastrow (* 7. Dezember 1779 in Kösternitz; † 17. Oktober 1842 in Elze) war ein preußischer Generalleutnant.

## Leben

### Herkunft
Wilhelm entstammte der Familie Zastrow. Er war ein Sohn des Herrn auf Reinfeld und Kösternitz Ernst von Zastrow und dessen Ehefrau Luise Elisabeth, geborene von Ramel (* 1753).

### Militärkarriere
Zastrow besuchte ab 26. Juli 1788 die Kadettenanstalt in Stolp und wechselte im August 1793 nach Berlin. Am 18. März 1795 wurde er als Gefreiterkorporal im Infanterieregiment „von Reißenstein“ der Preußischen Armee angestellt. 1797 avancierte er im Regiment zum Fähnrich und noch selben Jahres zum Sekondeleutnant. 1806 geriet er während des Vierten Koalitionskrieges bei der Kapitulation von Magdeburg in Gefangenschaft.
1809 stand er als Premierleutnant erneut bei der preußischen Infanterie und wurde 1810 dem Leib-Infanterie-Regiment (Nr. 8) aggregiert. 1812 avancierte er zum Stabskapitän, 1813 zum Kapitän und Kompaniechef. Zastrow nahm an den Befreiungskriegen teil und focht u. a. in den Schlachten bei Großgörschen, Bautzen, Katzbach, Laon, Château-Thierry und Paris. Während des Feldzuges wurde er zwei Mal verwundet und mit beiden Klassen des Eisernen Kreuzes sowie dem Orden des Heiligen Wladimir IV. Klasse ausgezeichnet.
1815 erfolgte die Beförderung zum Major, 1817 wurde er Bataillonskommandeur, 1828 Oberstleutnant und 1830 Kommandeur des 30. Infanterie-Regiments. 1833 wurde Zastrow Kommandeur des 21. Infanterie-Regiments und 1837 Kommandeur der 13. Landwehr-Brigade in Münster, jedoch noch selben Jahres erneut dem 21. Infanterie-Regiment aggregiert. Anlässlich seiner Beförderung zum Generalmajor wurde Zastrow am 30. März 1838 mit dem Roten Adlerorden III. Klasse mit der Schleife ausgezeichnet. Unter Verleihung des Charakters als Generalleutnant erhielt er am 21. Juli 1842 mit der gesetzlichen Pension seinen Abschied bewilligt.
Er verstarb kaum vier Monate später an einem schweren Halsleiden in Elze auf der Durchreise von Münster nach Berlin, wo er beabsichtigte seinen Alterssitz zu nehmen. Auf den Friedhof in Elze wurde Zastrow auch begraben.

### Familie
Zastrow vermählte sich am 25. November 1819 in Frankfurt (Oder) mit Johanna Ulrike Lemke (1792–1845), der Tochter Kriegsrates Johann Karl Lemke. Aus dieser Ehe gingen zwei Söhne hervor:
- Karl (1821–1877), preußischer Sekondeleutnant a. D. und Maler
- Paul (1827–1876), preußischer Major a. D.